# 2000 EU49
2000 EU49 är en asteroid i huvudbältet som upptäcktes den 9 mars 2000 av LINEAR i Socorro County, New Mexico.